# Hitomi Takahashi
Hitomi Takahashi (高橋 瞳, Takahashi Hitomi, nascida em 8 de abril de 1989) é uma cantora japonesa de pop rock de Shiogama, Miyagi. Ela é mais conhecida por suas canções "Bokutachi no Yukue" e "Aozora no Namida", que foram temas de animes, como Gundam Seed Destiny e Blood+, respectivamente. Com a primeira, ela se tornou a terceira artista ao chegar ao topo da Oricon com um single de estreia.

## Biografia

### Primeiros anos
Hitomi Takahashi nasceu em 8 de abril de 1989, na província de Miyagi, no Japão. Por influência do pai, ela cresceu ouvindo suas músicas preferidas, que eram clássicos do rock, como Eric Clapton e Beatles.
Em 2002, ela entrou no ensino fundamental. Ao entrar, Hitomi se juntou ao time de softball da escola e ingressou no kendo, onde obteve o nível de sho-dan. Foi durante esses anos que ela demonstrou interesse em se tornar dançarina de apoio de um artista e começou a dançar com seus amigos.
Durante um evento de karaokê em 2003, os amigos de Hitomi a encorajaram a cantar ao vivo. Embora ela tenha expressado uma aversão a cantar karaokê na frente de uma grande multidão, ela acabou cantando por incentivo de sua amiga, e daquele momento em diante o desejo de se tornar uma cantora despertou. Durante seu segundo ano no ensino fundamental, em meados do verão de 2003, Hitomi se inscreveu para audições na Sony Music Japan. Devido a uma mudança de interesse, Hitomi deixou de cantar dance music e passou a cantar rock.
Em 2004, Hitomi foi selecionada como a finalista do Sony Music SD Audition; 20,000 pessoas tinham feito testes. Ela estava preocupada que, por causa de sua altura (1,47m), ela seria ignorada, mas sua poderosa voz atraiu a atenção de pessoas. No fim do ano, ela foi escolhida para cantar a música tema para Gundam Seed Destiny. As gravações de "Bokutachi no Yukue" começaram logo em seguida.

### Sympathy
Em 2005, ela estava no meio dos exames de admissão do ensino médio quando o título do seu primeiro single "Bokutachi no Yukue" foi anunciado. O single foi lançado em abril de 2005 e estreou em primeiro lugar nas paradas da Oricon. Este foi um grande sucesso, fazendo de Hitomi a segunda cantora a ter um single de estreia na primeira posição, e a terceira artista solo a ter um single de estreia alcançando o primeiro lugar. O single acabou vendendo bem mais de 100.000 cópias. Hitomi logo entrou na Shiogama Girls High School, e começou sua primeira personalidade de rádio na Date fm (FM Sendai) chamada Takahashi Hitomi: Sound D・N・A~.
O segundo single de Hitomi, "Evergreen", foi lançado em 12 de agosto de 2005. A música foi usada como tema do drama de TV japonês New Kids War. As vendas do single foram muito menores do que as do single anterior, com o single estreando na posição 22 nas paradas japonesas da Oricon e vendendo pouco menos de 30.000 cópias. O terceiro single de Takahashi, "Aozora no Namida", foi lançado em 30 de novembro de 2005 e foi usado como a primeira música tema de abertura do anime Blood+ . (O lançamento original estava previsto para 12 de outubro de 2005, mas foi adiado para uma data posterior.) Sua primeira semana nas paradas o colocou na oitava posição do Oricon Singles Chart, com 44.629 cópias vendidas, e acabou vendendo mais de 80.000 cópias.
Em 22 de fevereiro, o fã-clube oficial de Hitomi foi revelado, o título sendo uma brincadeira com a primeira letra de seu nome e sua altura, "H147". Hitomi também ganhou um prêmio no 20º Japanese Gold Disc Awards de Novo Artista do Ano e cantou ao vivo no evento.
O primeiro álbum de estúdio da cantora, Sympathy, foi lançado em 1º de março de 2006. O álbum veio em dois formatos, somente um CD ou CD+DVD (edição limitada), e continha 12 faixas no total, sendo 7 delas músicas inéditas. O álbum estreou na décima posição na primeira semana nas paradas do Oricon Albums Chart e vendeu mais de 30.000 cópias. Para o lançamento do álbum, Hitomi realizou seu primeiro show ao vivo em 1º de abril de 2006. Comentando o quanto gostou do show, Hitomi logo decidiu fazer mais shows para seu álbum Sympathy. Os shows foram chamados de Hitomi Takahashi Live "Sympathy" ~BOXX Series~ e se tornaram uma forma de ela promover novas músicas. No total, a turnê teve seis shows.

### Bamboo Collage
Hitomi lançou seu quarto single "Communication" em 12 de julho de 2006. A música foi o tema de encerramento de MUSIC FIGHTER durante o mês de julho de 2006. Quando finalmente lançado, este single não conseguiu entrar no Top 20 das paradas diárias. Também não conseguiu entrar no Top 30 semanal e estreou na posição 60 nas paradas, vendendo pouco mais de 2.000 cópias na primeira semana.
Foi durante o oitavo mês de 2006 que surgiram notícias de um novo single. Este single, intitulado "Ko·mo·re·bi", foi oficialmente anunciado como o 5º single de Hitomi no final de agosto, e foi usado como música tema do filme Tegami, que conta com os atores Takayuki Yamada, Tetsuji Tamayama e Erika Sawajiri. Semelhante ao seu single anterior, "Ko·mo·re·bi" não conseguiu entrar no Top 30 das paradas semanais e estreou na posição 50 em sua primeira semana nas paradas, vendendo apenas cerca de 300 cópias a mais que "Communication". Apesar disso, Hitomi foi escolhida para ser uma das muitas artistas a participar do novo álbum tributo ao novo filme da franquia Death Note, chamado The songs for DEATH NOTE the movie ~the Last name TRIBUTE~.
Após o lançamento de seus dois singles sem sucesso, veio a música "Candy Line", que foi anunciada oficialmente no dia de Natal. A música foi escolhida para ser usada como o 4º tema de encerramento da série de anime Gintama. Quando lançado, o single se tornou seu maior sucesso desde "Aozora no Namida", e alcançou a 14ª posição durante sua primeira semana nas paradas da Oricon, tendo vendido mais de 15.000 cópias.
Como seu segundo single de 2007, Takahashi lançou seu sétimo single, intitulado "Jet Boy Jet Girl", que foi lançado em 1º de agosto de 2007. A canção-título foi a nova música tema de abertura do anime Terra e..., e seu segundo single a ser lançado apenas nos formatos CD e CD+DVD. O single não obteve o mesmo sucesso que "Candy Line", mas vendeu mais do que o dobro de seus 4º e 5º singles.
Takahashi também lançou um novo single pouco mais de um mês depois de "Jet Boy Jet Girl", com o título "Tsuyoku Nare". A música-título foi usada como tema de encerramento do filme Hōtai Club. Assim como seus quatro singles anteriores, esta música foi produzida por Takuya, e as letras foram escritas pessoalmente pela própria Takahashi. Embora amplamente promovida pelo filme, " Tsuyoku Nare " não conseguiu igualar o sucesso de seus singles da era Sympathy.
Dando continuidade ao rápido lançamento de material, Takahashi lançou seu segundo álbum, Bamboo Collage. O álbum apresentou todos os singles desde o lançamento de "Communication" e foi seu primeiro álbum a refletir sua mudança do pop rock para o punk, uma mudança que foi feita porque sua voz era considerada mais adequada ao último gênero. Como a maioria dos singles lançados para promover este álbum, "Bamboo Collage" não conseguiu entrar no Oricon Weekly Top 30. Apesar disso, Takahashi realizou sua primeira turnê, que consistiu em quatro shows no início de dezembro.

### Picorinpin
Desde o lançamento do álbum e da turnê, Takahashi manteve um perfil discreto na cena musical, mas ficou gravando por alguns meses. Em 1º de março de 2008, Takahashi se formou no ensino médio, e mudou-se de Sendai para Tóquio. Seu 9º single "Atashi no Machi, Ashita no Machi", lançado em 4 de junho de 2008, foi usado como a primeira música tema de abertura do anime Toshokan Sensō, enquanto seu lado B, "Mother's Song" foi usado como tema de encerramento do programa de TV Digital Stadium da NHK BS2. Depois de mais de um ano, em 9 de setembro de 2009, Takahashi lançou "Wo Ai Ni" em colaboração com a banda Beat Crusaders. A música foi usada como o 14º tema de encerramento da série de anime Gintama.
Em 28 de setembro de 2011, Takahashi lançou seu terceiro álbum, Picorinpin, como seu último lançamento pela Sony Music Records. O álbum contou com produções de vários artistas, incluindo Chara, Koji Nakamura e Rolly Teranishi. Picorinpin não conseguiu entrar no Top 200 das paradas da Oricon, vendendo menos de 500 cópias.

## Discografia
- Sympathy (2006)
- Bamboo Collage (2007)
- Picorinpin (2011)